# 疑惑猪笼草
疑惑猪笼草是苏门答腊特有的热带食虫植物，其海拔分布范围为1600米至2700米。其种加词“dubia”来源于拉丁文，意为“疑惑的，困惑的”。
疑惑猪笼草的特点在于其笼盖与笼口的夹角几乎都会超过180°，与其他之间存在着密切近缘关系一样，其也会产生黏稠度极高的消化液。

## 植物学史
1917年5月29日，H·A·B·布尼梅亚（H. A. B. Bünnemeijer）在塔拉克毛火山海拔1900米处首次采集到了疑惑猪笼草。1928年，B·H·丹瑟在他发表的开创性专著《荷属东印度群岛的猪笼草科植物》中，对疑惑猪笼草进行了正式描述。B·H·丹瑟认为疑惑猪笼草与无刺猪笼草（N. inermis）之间存在着密切的近缘关系，并认为疑惑猪笼草也许是无刺猪笼草与其他猪笼草的自然杂交种。他写道：
|  | 疑惑猪笼草与无刺猪笼草惊人的相似，但又不置于将它们归为同一个物种。无刺猪笼草和劳氏猪笼草一样，具缩小的窄唇。而疑惑猪笼草的唇较宽大、平展。此外，无刺猪笼草的捕虫笼为宽漏斗形，并且笼盖较窄。也许，疑惑猪笼草是无刺猪笼草与另一种宽唇的猪笼草的自然杂交种。邦苏猪笼草就可能是它的亲本。因为无刺猪笼草、疑惑猪笼草和邦苏猪笼草在营养器官方面都很相似，并且裸瓶组中有很多物种都呈现为它们的中间形态。 |

B·H·丹瑟的描述基于1917年收集的“Bünnemeijer 938”号标本。它由一个带上位笼的攀援茎组成。该标本存放于爪哇的茂物植物园和荷兰莱顿的莱都诺－伯特温植物标本馆（Herbarium Lugduno-Batavum）。马修·杰布和马丁·奇克最后将编号为“Bünnemeijer 938”的标本指定为疑惑猪笼草的选模标本。
在20世纪后半叶，疑惑猪笼草的分类问题重新燃起了学界对猪笼草的兴趣。
植物学家仓田重夫在1973年发表了《婆罗洲、新加坡和苏门答腊岛猪笼草》一文。他在其中错误的将疑惑猪笼草认为是无刺猪笼草与塔蓝山猪笼草（N. talangensis）的自然杂交种。后来，仓田重夫将该自然杂交种作为一个新物种描述为梨形猪笼草（N. pyriformis）。
1986年，堀田满和罗斯朱迪·塔明（Rusjdi Tamin）在他们对邦苏猪笼草（N. bongso）的描述中，包含了疑惑猪笼草与无刺猪笼草的材料。但实际上，邦苏猪笼草与这两种猪笼草在形态特征上有着巨大的区别，很容易就可以将它们区分开来。
1997年，马修·杰布和马丁·奇克在他们的专著《猪笼草属（猪笼草科）的框架性修订》中提到了产自塔蓝山编号为“Kurata s.n. SING”的标本和产自帕亚孔布市附近的天普（Tjampo）地区编号为“Meijer 6949 L”的标本。后者为细猪笼草（N. tenuis）的正模标本，而当时马修·杰布和马丁·奇克认为其是疑惑猪笼草的同物异名。
但之后的学者并不同意这个观点。查尔斯·克拉克在《苏门答腊岛与西马来西亚的猪笼草》中以捕虫笼形态特征的差别，恢复了细猪笼草的物种地位。查尔斯·克拉克还指出，与疑惑猪笼草很相似的“Kurata s.n.”号标本实为自然杂交种——梨形猪笼草（N. × pyriformis）。其区别在于梨形猪笼草的笼盖较宽，展开的角度不会超过90°，且其捕虫笼下半部的笼壁不侧向扁缩。此外，梨形猪笼草的笼口倾斜，而非水平。

## 形态特征

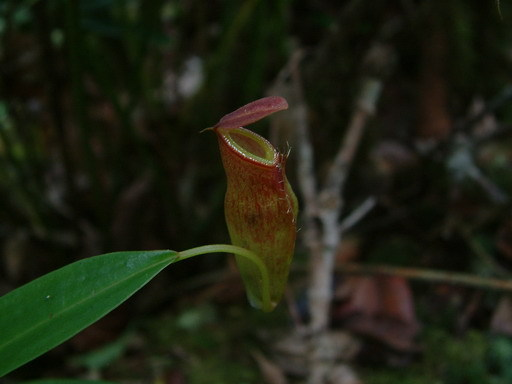
疑惑猪笼草的下位笼

疑惑猪笼草为藤本植物。茎可长达3米，直径3至4毫米，为圆柱形或略呈棱柱形。节间距可长达10厘米。
疑惑猪笼草的叶片无柄，革质。叶片为披针形－匙形，可长达10厘米，宽至2厘米。叶尖急尖，叶基渐狭，包住茎周长的三分之一至二分之一。在中脉两侧各约有3条纵脉，发自中脉基部三分之一。羽状脉斜发，不规则，但不明显。笼蔓可长达15厘米，可能出现笼蔓圈。

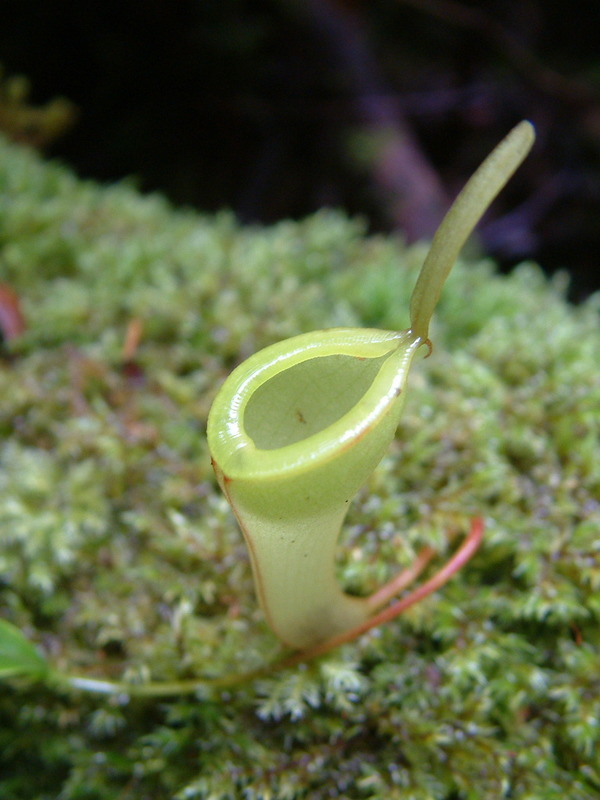
疑惑猪笼草的上位笼

疑惑猪笼草的下位笼很少出现。其基部三分之二为窄漏斗形，上部为卵形，中部收缩成笼肩。下位笼的体型都较小，可高达5厘米，宽至3.5厘米。腹面上三分之一具一对的笼翼，其不宽于3毫米。下位笼内表面下三分之二覆盖着消化腺。笼口为圆形，基部略微向上拉升。唇为圆柱形，可宽达3毫米，具模糊的唇齿。笼盖为卵形，中部略微突出。无附属物。笼盖基部的后方具一根分叉的笼蔓尾，其不长于4毫米。
疑惑猪笼草的上位笼的体型一般较大，可高达8厘米，宽至4厘米。上位笼与笼蔓的衔接处形成一个宽5至10毫米的弯曲。其下半部为管形至漏斗形，侧向扁缩。与无刺猪笼草一样，疑惑猪笼草上位笼基部的笼壁之间几乎没有间隙。上位笼的上半部为宽漏斗形。笼翼缩小为一对隆起。上位笼的内表面覆盖着大量细小且略微凹陷的消化腺，其密度为每平方厘米600至900个。其缺少蜡质区。笼口为卵形，水平，基部为急尖。唇为圆柱形或渐开，宽度不超过4毫米。唇齿模糊，间距为0.25至0.5毫米。唇内缘部分约占截面表面总长度的45%。笼盖为窄楔形，无附属物，可长达4厘米，宽至0.7厘米。笼盖末端浑圆，减缩至基部。笼盖的下表面具大量细小的圆形或椭圆形的蜜腺。笼盖与笼口的夹角几乎都会超过180°。笼盖基本的后方具一根不分叉的笼蔓尾，其长3至5毫米。
疑惑猪笼草的花序为总状花序，短小而紧凑。总花梗可长达8厘米。花序轴可长达10厘米，但通常雌性花序的较短。花梗具苞片，可长达8毫米。萼片为椭圆形－披针形，可长达3毫米。
疑惑猪笼草的大部分组织都无毛被。仅花序偶尔具有稀疏的毛被，及发育中的捕虫笼具有易脱落的棕色毛被。

## 生态关系

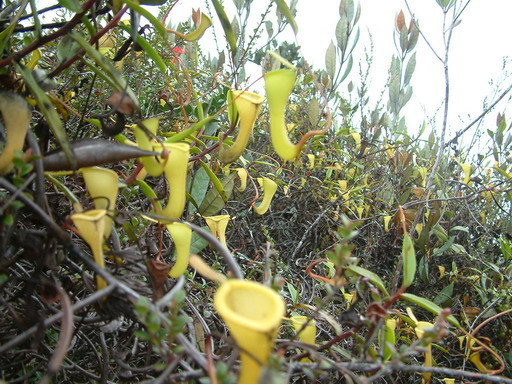
大量疑惑猪笼草生长于山脊顶部的矮小植被中

在很长一段时间内，学界都认为疑惑猪笼草是塔拉克毛火山的特有种。不过，已在其他山上发现了疑惑猪笼草的第二个原生地，其海拔约1600米。疑惑猪笼草分布于塔拉克毛火山海拔1800米至2700米处。在塔拉克毛火山的低海拔地区，疑惑猪笼草附生于云雾森林中。但当海拔处于2400米以上时，植被变得十分的矮小，并直接陆生于丛生的苔藓中。
疑惑猪笼草常与裸瓶猪笼草、泉氏猪笼草（N. izumiae）、马桶猪笼草（N. jamban）和小舌猪笼草（N. lingulata）同域分布。疑惑猪笼草所处的矮小高地山地森林主要由双扇蕨属（Dipteris）和芒萁属（Dicranopteris）蕨类植物构成。树木的高度也很少超过3米，少数猪笼草会攀爬至植被上部。
由于疑惑猪笼草的分布范围非常局限，其被列入了《2006年世界自然保护联盟濒危物种红色名录》中，保护状况为极危。塔拉克毛火山永久山道附近的存在着数个疑惑猪笼草的分布地。由于疑惑猪笼草的上位笼仍具有唇，所以其外观没有无刺猪笼草这么受欢迎。也正因为如此，疑惑猪笼草的野外分布才没有被受到过度采集的威胁。

## 食虫性
疑惑猪笼草与其他之间存在着密切近缘关系一样，其都会产生黏稠度极高的消化液。这使得疑惑猪笼草的捕虫笼既可以笼状的陷阱捕捉猎物，又可以粘性极大的捕虫笼内壁黏住过往的飞虫。

## 相关物种
疑惑猪笼草与其他苏门答腊山地猪笼草之间存在着密切近缘关系，包括杏黄猪笼草（N. flava）、无刺猪笼草、贾桂琳猪笼草（N. jacquelineae）、马桶猪笼草、塔蓝山猪笼草和细猪笼草。这些猪笼草的共同特点在于它们的上位笼都为漏斗形且其消化液黏度极大。
疑惑猪笼草被认为是与无刺猪笼草亲缘关系最近的物种。但根据它们叶片和捕虫笼的形态特征仍可很容易将其区分开来。疑惑猪笼草的唇较宽，笼盖下表面的腺体数量较多，且其展开的角度可超过180°。疑惑猪笼草笼盖的翻折角度是特征性的，除非有障碍物阻碍，否则其上位笼的笼盖总是呈现出这样的角度。
在约阿希姆·那兹和安德烈亚斯·维斯图巴在对细猪笼草的描述中，将其与关系密切的物种进行了形态特征的对比，其中包括了疑惑猪笼草。
| 邦苏猪笼草、疑惑猪笼草、塔蓝山猪笼草和细猪笼草之间的形态特征区别 |              |                              |                                      |                        |
| 形态特征                                                         | 邦苏猪笼草   | 疑惑猪笼草                   | 塔蓝山猪笼草                         | 细猪笼草               |
| 上位笼的形态                                                     | 管形－漏斗形 | 下半部为管形，上半部为漏斗形 | 下半部为管形至窄漏斗形，上半部为卵形 | 宽漏斗形，唇下略微缩窄 |
| 笼盖                                                             | 圆形         | 窄楔形                       | 宽卵形                               | 非常窄的椭圆形         |
| 上位笼的长宽比                                                   | 3.3          | 1.9                          | 2.3                                  | 1.75                   |

2001年，查尔斯·克拉克对来自苏门答腊岛和西马来西亚的猪笼草进行了分支系统学分析，共利用了70个形态特征。以下为猪笼草进化树的“第1分支”，其相关性达51%。疑惑猪笼草与无刺猪笼草的相关性高达95%。
|  | 细猪笼草 |
|  |          |

| 95% | \| \| 疑惑猪笼草 \| \| \| \| \| \| 无刺猪笼草 \| \| \| \| |
|     | \| \| 疑惑猪笼草 \| \| \| \| \| \| 无刺猪笼草 \| \| \| \| |
|     | 疑惑猪笼草                                                |
|     |                                                           |
|     | 无刺猪笼草                                                |
|     |                                                           |

|  | 疑惑猪笼草 |
|  |            |
|  | 无刺猪笼草 |
|  |            |

|  | 细猪笼草 |
|  |          |

| 95% | \| \| 疑惑猪笼草 \| \| \| \| \| \| 无刺猪笼草 \| \| \| \| |
|     | \| \| 疑惑猪笼草 \| \| \| \| \| \| 无刺猪笼草 \| \| \| \| |
|     | 疑惑猪笼草                                                |
|     |                                                           |
|     | 无刺猪笼草                                                |
|     |                                                           |

|  | 疑惑猪笼草 |
|  |            |
|  | 无刺猪笼草 |
|  |            |

|  | 细猪笼草 |
|  |          |

| 95% | \| \| 疑惑猪笼草 \| \| \| \| \| \| 无刺猪笼草 \| \| \| \| |
|     | \| \| 疑惑猪笼草 \| \| \| \| \| \| 无刺猪笼草 \| \| \| \| |
|     | 疑惑猪笼草                                                |
|     |                                                           |
|     | 无刺猪笼草                                                |
|     |                                                           |

|  | 疑惑猪笼草 |
|  |            |
|  | 无刺猪笼草 |
|  |            |

|  | 细猪笼草 |
|  |          |

| 95% | \| \| 疑惑猪笼草 \| \| \| \| \| \| 无刺猪笼草 \| \| \| \| |
|     | \| \| 疑惑猪笼草 \| \| \| \| \| \| 无刺猪笼草 \| \| \| \| |
|     | 疑惑猪笼草                                                |
|     |                                                           |
|     | 无刺猪笼草                                                |
|     |                                                           |

|  | 疑惑猪笼草 |
|  |            |
|  | 无刺猪笼草 |
|  |            |

|  | 细猪笼草 |
|  |          |

| 95% | \| \| 疑惑猪笼草 \| \| \| \| \| \| 无刺猪笼草 \| \| \| \| |
|     | \| \| 疑惑猪笼草 \| \| \| \| \| \| 无刺猪笼草 \| \| \| \| |
|     | 疑惑猪笼草                                                |
|     |                                                           |
|     | 无刺猪笼草                                                |
|     |                                                           |

|  | 疑惑猪笼草 |
|  |            |
|  | 无刺猪笼草 |
|  |            |

|  | 细猪笼草 |
|  |          |

| 95% | \| \| 疑惑猪笼草 \| \| \| \| \| \| 无刺猪笼草 \| \| \| \| |
|     | \| \| 疑惑猪笼草 \| \| \| \| \| \| 无刺猪笼草 \| \| \| \| |
|     | 疑惑猪笼草                                                |
|     |                                                           |
|     | 无刺猪笼草                                                |
|     |                                                           |

|  | 疑惑猪笼草 |
|  |            |
|  | 无刺猪笼草 |
|  |            |

|  | 细猪笼草 |
|  |          |

| 95% | \| \| 疑惑猪笼草 \| \| \| \| \| \| 无刺猪笼草 \| \| \| \| |
|     | \| \| 疑惑猪笼草 \| \| \| \| \| \| 无刺猪笼草 \| \| \| \| |
|     | 疑惑猪笼草                                                |
|     |                                                           |
|     | 无刺猪笼草                                                |
|     |                                                           |

|  | 疑惑猪笼草 |
|  |            |
|  | 无刺猪笼草 |
|  |            |

|  | 细猪笼草 |
|  |          |

| 95% | \| \| 疑惑猪笼草 \| \| \| \| \| \| 无刺猪笼草 \| \| \| \| |
|     | \| \| 疑惑猪笼草 \| \| \| \| \| \| 无刺猪笼草 \| \| \| \| |
|     | 疑惑猪笼草                                                |
|     |                                                           |
|     | 无刺猪笼草                                                |
|     |                                                           |

|  | 疑惑猪笼草 |
|  |            |
|  | 无刺猪笼草 |
|  |            |

## 自然杂交种
曾在塔拉克毛火山发现过一棵雌性的疑惑猪笼草与泉氏猪笼草的自然杂交种（N. dubia × N. izumiae）成年植株。其漏斗形的上位笼为黄绿色。捕虫笼体型较小，高仅可达10厘米。和疑惑猪笼草一样，其茎和笼蔓都为紫红色。叶片为绿色，中脉为红色。疑惑猪笼草与泉氏猪笼草的自然杂交种与疑惑猪笼草的最大区别在于，其笼盖为卵形，且展开的角度不会达到180°。在2003年，泉氏猪笼草从欣佳浪山猪笼草（N. singalana）中独立为一个物种前。在查尔斯·克拉克的《苏门答腊岛与西马来西亚的猪笼草》中都把这个自然杂交种标记为疑惑猪笼草与欣佳浪山猪笼草的自然杂交种。
2009年，亚德利安·Y·沃顿（Adrian Y. Wartono）观察到了疑惑猪笼草与马桶猪笼草的假定自然杂交种。其存在于这两个物种与小舌猪笼草（N. lingulata）和菱茎猪笼草（N. rhombicaulis）的共同分布处。
植物学家安德烈亚斯·维斯图巴曾在贾桂琳猪笼草的原生地发现过疑惑猪笼草与贾桂琳猪笼草的自然杂交种（N. dubia × N. jacquelineae）。

## 扩展阅读
- 食虫植物照片搜寻引擎中疑惑猪笼草的照片 （页面存档备份，存于）

 维基共享资源上的相關多媒體資源：疑惑猪笼草
 維基物種上的相關：疑惑猪笼草